# Rafael Cabrera-Bello
Rafael « Rafa » Cabrera-Bello, né à Las Palmas de Gran Canaria le 25 mai 1984, est un golfeur professionnel espagnol qui joue sur le tour européen.
Il y a remporté deux victoires à l’Austrian Open de golf en 2009 et au Omega Dubai Desert Classic en 2012.
En 2016 il se classe cinquième du tournoi olympique de golf. Il fait partie de l’équipe européenne de la Ryder Cup 2016.

## Palmarès

### Victoires sur le Tour européen PGA (2)
| no | Date              | Tournoi                    | Score                 | Avance | Second                         |
| -- | ----------------- | -------------------------- | --------------------- | ------ | ------------------------------ |
| 1. | 20 septembre 2009 | Open d'Autriche            | -20 (71-67-66-60=278) | 1 coup | Ben Barham                     |
| 2. | 12 février 2012   | Omega Dubai Desert Classic | -18 (63-69-70-68=270) | 1 coup | Stephen Gallacher Lee Westwood |

### Résultats en tournois majeurs
| Tournoi          | 2010 | 2011 | 2012 | 2013 | 2014 | 2015 | 2016 | 2017 |
| ---------------- | ---- | ---- | ---- | ---- | ---- | ---- | ---- | ---- |
| Masters de golf  | DNP  | DNP  | DNP  | DNP  | DNP  | DNP  | T17  | CUT  |
| US Open de golf  | T47  | DNP  | DNP  | DNP  | DNP  | DNP  | T32  | T42  |
| Open britannique | DNP  | DNP  | T81  | T21  | DNP  | T40  | T39  | T4   |
| USPGA            | DNP  | DNP  | CUT  | T29  | 73   | CUT  | T49  | CUT  |

DNP = N'a pas participé

CUT = A raté le Cut

"T" = Égalité

Le fond vert montre les victoires et le fond jaune un top 10.